# 레이 자 바렐
레이 자 바렐(영어: Rey Za Burrel, 일본어: レイ・ザ・バレル)은 TV 애니메이션 《기동전사 건담 SEED DESTINY》에 등장하는 가공의 인물이다. 성우는 세키 토시히코(어린 시절은 쿠와시마 호우코)가 담당하였다.

## 인물
- 인종 : 내추럴[주 1]
- 혈액형 : O형
- 연령 : 불명
- 신장 : 168cm
- 체중 : 56Kg
- 머리색 : 금색
- 눈동자색 : 연한 하늘색
- 출신지 : GARM R&D사 L4 콜로니 멘델 내 연구소 (히비키 연구실)

자프트의 최신예 전투모함 미네르바에 배속된 모빌 슈트(MS)의 파일럿으로 적색 제복을 착용한다. 미네르바 소속 파일럿의 리더격으로 엘리트 파일럿에게만 허용되는 흰색의 퍼스널 컬러로 도장된 블레이즈 자쿠 팬텀에 탑승하여 파일럿 슈츠도 흰색을 기조로 하고 있다.

## 같이 보기
- 기동전사 건담 SEED DESTINY

## 주해
1. ↑  인종은 각종 미디어마다 다르게 기술되고 있다. 공식 홈페이지에서는 코디네이터라고 기록되어 있었지만, 프로그램 방영 후에 갱신되면서 인종에 대한 기술은 삭제되었다. 2007년 이전 애니메이션 잡지에서는 코디네이터 또는 불명이라고 기술되어 있다. 2007년 이후 애니메이션 잡지에서는 내츄럴이라고 기술되어 있는 것이 많다.